# Турсунов, Сагинбек Токабаевич
Сагинбе́к Токаба́евич Турсу́нов (каз. Сағынбек Тоқабайұлы Тұрсынов; род. 5 июля 1946, Караганда, Казахская ССР, СССР) — советский и казахстанский государственный и партийный деятель, дипломат. Доктор экономических наук (1996).

## Биография
Родился 5 июля 1946 года в Караганде.

### Образование
- 1967 — Каркаралинский зооветеринарный техникум
- 1975 — Целиноградский сельскохозяйственный институт
- 1985 — Алма-Атинская высшая партийная школа
- 1994 — Талдыкорганский юридический институт

В 1996 в Всероссийском научно-исследовательском институте экономики, труда и управления в сельском хозяйстве защитил диссертацию на соискание учёной степени доктора экономических наук. Тема диссертации: «Становление и развитие новых форм собственности и хозяйствования в аграрных отраслях: на примере стран СНГ и Центральной Европы».
Академик Национальной инженерной академии Казахстана.

### Трудовая деятельность
- 1962—1967 — рабочий совхоза «Бесобинский» Каркаралинского района Карагандинской области, учащийся Каркаралинского зооветеринарного техникума
- 1967—1670 — зоотехник отделения № 2 совхоза «Восток» Каркаралинского района Карагандинской области
- 1970—1972 — Заместитель начальника школы технической подготовки Карагандинского областного комитета ДОСААФ
- 1972—1976 — инструктор организационного отдела Молодёжного райкома Компартии Казахстана, Карагандинская область, Секретарь парткома совхоза им. Тельмана
- 1976—1981 — директор совхоза «Кокальский»
- 1981—1984 — заместитель заведующего отделом сельского хозяйства и пищевой промышленности Карагандинского Компартии Казахстана
- 1984—1988 — заместитель заведующего отделом сельского хозяйства и пищевой промышленности ЦК Компартии Казахстана
- 1988—1989 — секретарь Талды-Курганского обкома Компартии Казахстана
- 1989—1990 — председатель Талды-Курганского облисполкома
- 1990—1991 — первый секретарь Талды-Курганского обкома Компартии Казахстана
- 1990—1992 — председатель Талды-Курганского областного Совета народных депутатов
- 1992—1993 — аким Талдыкорганской области (первый аким)
- 1993—1995 — чрезвычайный и полномочный Посол Республики Казахстан в Федеративной Республике Германия, чрезвычайный и полномочный Посол Республики Казахстан в Австрийской Республике по совместительству, Постоянный представитель Республики Казахстан при международных организациях в городе Вена по совместительству, (первый посол)
- 1995—1996 — руководитель Администрации Президента Республики Казахстан, (первый руководитель Администрации)
- 1996—2002 — чрезвычайный и полномочный Посол Республики Казахстан в Австрийской Республике
- 2002—2006 — чрезвычайный и полномочный Посол Республики Казахстан в Венгрии, по совместительству Болгарии, Румынии, Чехии и Словакии.
- 2006—2007 — посол по особым поручениям Министерства иностранных дел РК
- 2007—2013 — председатель Комиссии по правам человека при Президенте РК

### Выборные должности, депутатство
Депутат Верховного Совета РК 12-го созыва (1990).
2007—2011 — депутат Мажилиса Парламента РК 4-го созыва, Член Комитета по международным делам, обороне и безопасности

## Награды
- 1981 — Орден «Знак Почёта»
- 2004 — Орден «Курмет»
- 2005 — Почётный гражданин Венгерской Республики
- 2006 — Лауреат Международной Премии им. Ф.Кафка
- 2007 — Заслуженный работник дипломатии Республики Казахстан
- 2008 — Золотая медаль ООН
- 2009 — Орден «Парасат»
- 2016 — Юбилейная медаль «25 лет независимости Республики Казахстан»[2]

## Семья
Женат, 5 дочерей и 4 сына.